# Soilent Green (US-amerikanische Band)
Soilent Green ist eine amerikanische Metal-Band, die Grindcore mit Einflüssen aus dem Southern Rock und Sludge verbindet. Der Name spielt auf ein industriell gefertigtes Nahrungsmittel aus Menschenfleisch aus der Romanverfilmung Jahr 2022… die überleben wollen an.

## Bandgeschichte
Nach der Trennung der Death-Metal-Band Nuclear Crucifixion gründeten die Gitarristen Donovan Punch und Brian Patton zusammen mit Schlagzeuger Tommy Buckley Soilent Green in New Orleans. Das erste Line-up wurde mit Sänger Glenn Rambo und Bassist Marcel Trenchard vervollständigt und Soilent Green veröffentlichte zwei Demos. Durch die Tätigkeit von Gitarrist Brian Patton bei EyeHateGod und verschiedene Besetzungswechsel dauerte es bis 1993, dass die Gruppe ein stabiles Line-up zusammenstellen konnte. Mit Bassist Scott Williams und Sänger Louis Benjamin Falgoust II, kurz Ben Falgoust, nahm die Band 1994 ihr Debütalbum Pussysoul auf, das 1995 bei Dwell Records erschien. Es folgte eine USA-Tournee mit Extreme Noise Terror, bevor die Band 1996 wegen der Verpflichtungen von Patton bei EyeHateGod eine Zwangspause einlegen musste. Das Jahr 1997 begann mit einer Tour durch Texas im Vorprogramm von Pantera und Clutch. Weitere Auftritte folgten mit Anthrax, Anal Cunt und Coal Chamber. Nach Abschluss eines Plattenvertrages mit Relapse Records erschien im Februar 1998 die EP A String of Lies und wenig später das zweite Album Sewn Mouth Secrets. Ende der 1990er gründete Sänger Ben Falgoust das Projekt Goatwhore, auf dessen 1999er Album Gitarrist Donovan Punch zu hören ist. Punch verließ Soilent Green und wurde für die Aufnahmen des nächsten Studioalbums durch Ben Stout ersetzt. Dieses Album mit dem Titel A Deleted Symphony For the Beaten Down erschien 2001.
Im Dezember 2001 verunglückte der Tour-Van der Band auf eisglatter Straße. Gitarrist Brian Patton brach sich beide Beine und Bassist Scott Williams erlitt so schwere Schulterverletzungen, dass er als Musiker aufhören musste. Die für Anfang 2002 geplanten Tourtermine mit Gwar und God Forbid mussten aus diesem Grund abgesagt werden. Nachdem Gitarrist Patton genesen war, stieß Soilent Green zur laufenden Gwar-Tournee hinzu, als Tourbassist wurde Jonny Modell verpflichtet. Bei einem weiteren Tourbus-Unfall im April 2002 wurden Sänger Falgoust und Bassist Modell schwer verletzt und die Band musste erneut pausieren. Während dieser Auszeit erschienen eine auf 2.000 Stück limitierte Split-EP mit EyeHateGod sowie ein auf 1.000 Stück limitierter Re-Release des 2001er Studioalbums als LP im Klappcover, die heute zu gesuchten Sammlerstücken geworden sind. Im April 2003 wurde die Band mit dem neuen zweiten Gitarristen Tony White und Bassist Scott Crochet reaktiviert und ging im Sommer 2003 mit The Black Dahlia Murder auf Tournee. Am 26. April 2004 wurde der ehemalige Bassist Scott Williams in seiner Wohnung in Gretna tot aufgefunden, nach offiziellen Angaben soll ein Bekannter von Williams ihn erschossen und danach Selbstmord begangen haben. 2004 und 2005 folgten weitere Touren mit Behemoth und Suffocation. Ebenfalls 2005 stieg Tommy Buckley bei Crowbar ein und im Juni nahm Soilent Green das vierte Studioalbum Confrontation auf, das wenig später veröffentlicht wurde. Ex-Sänger Glenn Rambo gehörte im August 2005 zu den Opfern des Hurrikans Katrina.
Das Jahr 2006 war von ausgedehnten Tourneen u. a. mit Hypocrisy und Nile geprägt. Nach dem Wechsel des Plattenlabels zu Metal Blade Records nahm Soilent Green mit Produzent Erik Rutan (Gitarrist von Morbid Angel) das fünfte Studioalbum Inevitable Collapse in the Presence of Conviction auf. Nach dessen Veröffentlichung im April 2008 folgten Liveauftritte mit Hate Eternal und Testament sowie eine Tournee mit Dethklok. Anfang 2009 nahm Soilent Green das Titellied für die vierte Staffel der Adult-Swim-Serie Squidbillies auf, die ab Mai 2009 im Fernsehen gezeigt wurde. Nachdem es daraufhin ruhig um die Band wurde, kündigte Sänger Falgoust im Frühjahr 2010 an, dass Soilent Green im Herbst 2010 mit den Arbeiten an einem neuen Album beginnen wollen. Zwar erneuerte Schlagzeuger Tommy Buckley im Mai 2011 die Ankündigung eines neuen Studioalbums und versicherte, dass Soilent Green 2012 ins Tonstudio gehen werden, bislang ist jedoch keine Veröffentlichung absehbar. Im Sommer 2013 musste sich Schlagzeuger Buckley einer Prostatektomie unterziehen.

## Musikstil
Die von Soilent Green in den 1990ern und frühen 2000ern veröffentlichten Alben gelten als richtungsweisend für das Genre Grindcore; in einem Artikel des Musikmagazins Rolling Stone wurde Soilent Green Ende der 1990er als eine der zehn wichtigsten Hard-und-Heavy-Bands der Stunde geführt. Der musikalische Stil der Band wird als Mischung aus Grindcore mit Sludge und blueslastigem Southern Rock charakterisiert. Das Rock Hard sah die Band zunächst in einer Schnittmenge aus EyeHateGod, Crowbar und Anal Cunt mit gelegentlichen Anleihen im Death Metal, sieht beim nächsten Album allerdings den Grindcore im Vordergrund, den die Band mit Einflüssen aus dem Sludge sowie dem Technical Death Metal verbindet und prägt mit dem 2008er Album für die Musik von Soilent Green den Begriff Sludgegrind. Michael Edele von laut.de bezeichnet den Stil der Band als „widersprüchliche Mischung aus Hardcore, Sludge, Grindcore und Southern Rock“.

## Diskografie
- Pussysoul (1995)
- A String of Lies (EP, 1998)
- Sewn Mouth Secrets (1998)
- A Deleted Symphony For the Beaten Down (2001)
- Confrontation (2005)
- Inevitable Collapse in the Presence of Conviction (2008)